# (199947) Qaidam
(199947) Qaidam est un astéroïde de la ceinture principale.

## Description
(199947) Qaidam est un astéroïde de la ceinture principale. Il fut découvert le 16 avril 2007 à XuYi par le programme de relevé astronomique d'objets géocroiseurs de l'observatoire de la Montagne Pourpre (PMO NEO). Il présente une orbite caractérisée par un demi-grand axe de 2,64 UA, une excentricité de 0,29 et une inclinaison de 16,3° par rapport à l'écliptique.

## Compléments